# EHF Cup 2011-12 (mænd)
EHF Cup 2011–12 for mænd var den 19. udgave af EHF Cup arrangeret af European Handball Federation. Turneringen havde deltagelse af 52 klubber og blev spillet i perioden 3. september 2011 – maj 2012.

## Resultater

### 1. runde
Første runde har deltagelse af otte hold, der spiller om fire pladser i anden runde.
| Dato    | Dato    | Hjemmehold i 1. kamp           | Hjemmehold i 2. kamp | Resultat | Resultat | Resultat |
| 1. kamp | 2. kamp | Hjemmehold i 1. kamp           | Hjemmehold i 2. kamp | Samlet   | 1. kamp  | 2. kamp  |
| ------- | ------- | ------------------------------ | -------------------- | -------- | -------- | -------- |
| 3.9.    | 10.9.   | HB Dudelange                   | HC Initia Hasselt    | 59–65    | 30-38    | 29-27    |
| 10.9.   | 11.9.   | HC Olimpus-85-USEFS            | OCI Nitrogen Lions   | 44–73    | 20-37    | 24-36    |
| 4.9.    | 11.9.   | AC Latsia Kentriki Asfalistiki | Neistin              | 42–67    | 17-30    | 25-37    |
| 3.9.    | 10.9.   | KH Kastrioti                   | RK Sutjeska          | 52–65    | 25-35    | 27-30    |

### 2. runde
Anden runde har deltagelse af 32 hold, der spiller om 16 pladser i 3. runde. De deltagende hold er:
- 4 vindere fra 1. runde.
- 4 hold, der sluttede på fjerdepladserne i kvalifikationsturneringerne til Champions League.
- 24 seedede hold, der først trådte ind i turneringen i 2. runde.

| Dato    | Dato    | Hjemmehold i 1. kamp    | Hjemmehold i 2. kamp  | Resultat | Resultat | Resultat |
| 1. kamp | 2. kamp | Hjemmehold i 1. kamp    | Hjemmehold i 2. kamp  | Samlet   | 1. kamp  | 2. kamp  |
| ------- | ------- | ----------------------- | --------------------- | -------- | -------- | -------- |
| 9.10.   | 15.10.  | SKIF Krasnodar          | SPE Strovolos         | 62–48    | 37-17    | 25-31    |
| 9.10.   | 15.10.  | Eskilstuna Guif         | SKA Minsk             | 72–63    | 39-30    | 33-33    |
| 8.10.   | 15.10.  | Neistin                 | Madeira SAD           | 37–65    | 20-34    | 17-31    |
| 12.10.  | 14.10.  | GK Dinamo-Poltava       | İzmir BSB SK          | 60–44    | 29-22    | 31-22    |
| 8.10.   | 15.10.  | aon Fivers              | HC Odorheiu Secuiesc  | 62–65    | 32-28    | 30-37    |
| 8.10.   | 15.10.  | AEK Athen               | OCI Nitrogen Lions    | 49–53    | 25-27    | 24-26    |
| 8.10.   | 15.10.  | HV KRAS/Volendam        | HBC Nantes            | 42–57    | 21-31    | 21-26    |
| 8.10.   | 15.10.  | Põlva Serviti           | Bregenz Handball      | 41–49    | 23-26    | 19-23    |
| 8.10.   | 15.10.  | Nordsjælland Håndbold   | HC Dukla Praha        | 58–49    | 31-24    | 27-25    |
| 8.10.   | 16.10.  | HC Berchem              | Balatonfüredi KSE     | 46–56    | 23-31    | 23-25    |
| 8.10.   | 16.10.  | Cuatro Rayas Valladolid | Elverum Håndball      | 63–53    | 38-29    | 25-24    |
| 9.10.   | 16.10.  | HC Initia Hasselt       | FH                    | 56–56    | 28-29    | 28-27    |
| 8.10.   | 15.10.  | RK Crvena Zvezda        | RK Mojkovac           | 46–45    | 23-21    | 23-24    |
| 8.10.   | 15.10.  | RK Vardar Pro           | HRK Izviđač           | 53–54    | 27-25    | 26-29    |
| 15.10.  | 16.10.  | RK Sutjeska             | RK Nexe               | 46–59    | 21-29    | 25-30    |
| 8.10.   | 16.10.  | AC PAOK                 | Tatabánya Carbonex KC | 48–56    | 23-27    | 25-29    |

### 3. runde
Tredje runde har deltagelse af 32 hold, der spiller om 16 pladser i ottendedelsfinalerne. De deltagende hold er:
- 16 vindere fra 2. runde.
- 8 seedede hold, der først trådte ind i turneringen i 3. runde.
- 8 hold, der endte på anden- eller tredjepladserne i kvalifikationsturneringerne til Champions League.

| Dato    | Dato    | Hjemmehold i 1. kamp        | Hjemmehold i 2. kamp        | Resultat | Resultat | Resultat |
| 1. kamp | 2. kamp | Hjemmehold i 1. kamp        | Hjemmehold i 2. kamp        | Samlet   | 1. kamp  | 2. kamp  |
| ------- | ------- | --------------------------- | --------------------------- | -------- | -------- | -------- |
| 27.11.  | 4.12.   | Nordsjælland Håndbold       | Sungul Snezjinsk            | 57–56    | 37-33    | 20-23    |
| 26.11.  | 4.12.   | HBC Nantes                  | Dinamo Minsk                | 65–66    | 28-32    | 37-34    |
| 26.11.  | 3.12.   | Madeira SAD                 | Tatran Presov               | 43–51    | 24-24    | 19-27    |
| 26.11.  | 4.12.   | Pfadi Winterthur            | Eskilstuna Guif             | 52–53    | 35-27    | 17-26    |
| 26.11.  | 3.12.   | Skjern Håndbold             | GK Dinamo-Poltava           | 54–47    | 33-21    | 21-26    |
| 27.11.  | 3.12.   | RK Crvena Zvezda            | FC Porto Vitalis            | 49–56    | 28-25    | 21-31    |
| 26.11.  | 3.12.   | SKIF-Krasnodar              | Maccabi Srugo Rishon LeZion | 56–58    | 27-23    | 29-35    |
| 26.11.  | 3.12.   | RK Nexe                     | Besiktas JK                 | 60–48    | 31-19    | 29-29    |
| 27.11.  | 3.12.   | Tatabánya Carbonex KC       | Frisch Auf Göppingen        | 51–62    | 26-28    | 25-34    |
| 26.11.  | 4.12.   | Dunkerque HB Grand Littoral | Balatonfüredi KSE           | 56–48    | 30-21    | 26-27    |
| 26.11.  | 4.12.   | Bregenz Handball            | Fraikin BM Granollers       | 51–60    | 26-27    | 25-33    |
| 3.12.   | 4.12.   | HC Odorheiu Secuiesc        | Haslum HK                   | 72–61    | 39-28    | 33-33    |
| 26.11.  | 3.12.   | SC Magdeburg                | HRK Izviđač                 | 76–51    | 48-24    | 28-27    |
| 27.11.  | 4.12.   | FH                          | Saint-Raphaël Var Handball  | 46–64    | 20-29    | 26-35    |
| 26.11.  | 3.12.   | Rhein-Neckar Löwen          | OCI Nitrogen Lions          | 80–57    | 42-30    | 38-27    |
| 26.11.  | 3.12.   | RK Gorenje Velenje          | Cuatro Rayas Valladolid     | 60–58    | 33-23    | 27-35    |

### Ottendedelsfinaler
Ottendelsfinalerne havde deltagelse af de 16 vinderhold fra 3. runde, som spillede om otte pladser i kvartfinalerne.
| Dato    | Dato    | Hjemmehold i 1. kamp | Hjemmehold i 2. kamp        | Resultat | Resultat | Resultat |
| 1. kamp | 2. kamp | Hjemmehold i 1. kamp | Hjemmehold i 2. kamp        | Samlet   | 1. kamp  | 2. kamp  |
| ------- | ------- | -------------------- | --------------------------- | -------- | -------- | -------- |
| 11.2.   | 18.2.   | FC Porto Vitalis     | Saint-Raphaël Var Handball  | 52–55    | 28-26    | 24-29    |
| 12.2.   | 19.2.   | Dinamo Minsk         | Fraikin BM Granollers       | 60–54    | 35-27    | 25-27    |
| 11.2.   | 12.2.   | Tatran Presov        | Nordsjælland Håndbold       | 59–43    | 30-20    | 29-23    |
| 11.2.   | 18.2.   | Eskilstuna Guif      | Rhein-Neckar Löwen          | 70–74    | 34-35    | 36-39    |
| 12.2.   | 18.2.   | Skjern Håndbold      | Dunkerque HB Grand Littoral | 46–48    | 28-24    | 18-24    |
| 11.2.   | 18.2.   | SC Magdeburg         | RK Nexe                     | 54–53    | 33-31    | 21-22    |
| 11.2.   | 18.2.   | RK Gorenje Velenje   | Maccabi Srugo Rishon Lezion | 72–54    | 40-24    | 32-30    |
| 11.2.   | 18.2.   | Frisch Auf Göppingen | HC Odorheiu Secuiesc        | 58–50    | 31-20    | 27-30    |

### Kvartfinaler
Kvartfinalerne havde deltagelse af de otte vinderhold fra ottendedelsfinalerne, som spillede om fire pladser i semifinalerne.
| Dato    | Dato    | Hjemmehold i 1. kamp       | Hjemmehold i 2. kamp        | Resultat | Resultat | Resultat |
| 1. kamp | 2. kamp | Hjemmehold i 1. kamp       | Hjemmehold i 2. kamp        | Samlet   | 1. kamp  | 2. kamp  |
| ------- | ------- | -------------------------- | --------------------------- | -------- | -------- | -------- |
| 18.3.   | 24.3    | Dinamo Minsk               | Frisch Auf Göppingen        | 54–57    | 27-23    | 27-34    |
| 17.3.   | 24.3    | RK Gorenje Velenje         | Rhein-Neckar Löwen          | 54–57    | 25-27    | 29-30    |
| 17.3.   | 24.3.   | Tatran Presov              | SC Magdeburg                | 51–55    | 29-29    | 22-26    |
| 17.3.   | 25.3.   | Saint-Raphaël Var Handball | Dunkerque HB Grand Littoral | 60–64    | 23-31    | 37-33    |

### Semifinaler
Semifinalerne havde deltagelse af de fire vinderhold fra kvartfinalerne, som spillede om de to pladser i finalen.
| Dato    | Dato    | Hjemmehold i 1. kamp | Hjemmehold i 2. kamp        | Resultat | Resultat | Resultat |
| 1. kamp | 2. kamp | Hjemmehold i 1. kamp | Hjemmehold i 2. kamp        | Samlet   | 1. kamp  | 2. kamp  |
| ------- | ------- | -------------------- | --------------------------- | -------- | -------- | -------- |
| 21.4    | 27.4    | Rhein-Neckar Löwen   | Frisch Auf Göppingen        | 62–65    | 33-32    | 29-33    |
| 22.4    | 29.4    | SC Magdeburg         | Dunkerque HB Grand Littoral | 47–48    | 25-30    | 22-18    |

### Finale
| Dato    | Dato    | Hjemmehold i 1. kamp        | Hjemmehold i 2. kamp | Resultat | Resultat | Resultat |
| 1. kamp | 2. kamp | Hjemmehold i 1. kamp        | Hjemmehold i 2. kamp | Samlet   | 1. kamp  | 2. kamp  |
| ------- | ------- | --------------------------- | -------------------- | -------- | -------- | -------- |
| 19.5    | 24.5    | Dunkerque HB Grand Littoral | Frisch Auf Göppingen | 54–60    | 26-26    | 28-34    |